# Alberto Burgio
Alberto Burgio (Palermo, 13 maggio 1955) è un filosofo e politico italiano. Dal 1993 insegna Storia della filosofia presso l'Università di Bologna. È stato eletto deputato al Parlamento della Repubblica alle elezioni politiche del 2006 (XV legislatura).

## Studi
Si è occupato prevalentemente di storia della filosofia politica e di filosofia della storia con studi su Rousseau e il contrattualismo moderno, Kant e l'idealismo tedesco, la teoria della storia tra Adam Smith e Marx, il marxismo italiano (con particolare riferimento ad Antonio Labriola e a Gramsci), il razzismo e il nazismo. Nel corso di un quarantennio, la sua ricerca si è sviluppata in molteplici direzioni, ma sulla base di un presupposto unitario: l’idea di poter leggere il dibattito filosofico moderno e contemporaneo, tra Sei e primo Novecento, come una discussione consapevole sulla modernità e le sue logiche evolutive: sulla genesi, le caratteristiche, le potenzialità e le patologie del mondo moderno. Di qui gli studi sulle teorie del contratto sociale, lette come analisi della dialettica dell’individualismo; le ricerche sulla storia e la logica delle ideologie razziste, studiate come manifestazioni del disagio (del senso di colpa inconscio) generato dalla tensione tra principi universalistici e pratiche discriminatorie; lo studio delle interazioni tra riflessione filosofica e indagine economico-politica; la rilettura della filosofia della storia sette e ottocentesca sullo sfondo della crisi dell’impianto provvidenzialistico; l’analisi storico-critica del macrotesto marxista e dei suoi antecedenti nel contesto della «filosofia classica tedesca».

## Opere
- Eguaglianza, interesse, unanimità. La politica di Rousseau, Napoli, Bibliopolis, 1989. ISBN 978-88-7088-209-4.
- Rousseau, la politica e la storia. Tra Montesquieu e Robespierre, Milano, Guerini, 1996. ISBN 88-7802-707-3.
- Robespierre duecento anni dopo, con Antonio Gargano e Michel Vovelle, Napoli, La Città del Sole, 1996. ISBN 9788886521291.
- Studi sul razzismo italiano, a cura di, con Luciano Casali, Bologna, Clueb, 1996. ISBN 8880914308.
- L'invenzione delle razze. Studi su razzismo e revisionismo storico, Roma, manifestolibri, 1998. ISBN 88-7285-149-1.
- Nel nome della razza. Il razzismo nella storia d'Italia 1870-1945, a cura di, Bologna, Il Mulino, 1999. ISBN 88-15-07200-4 (seconda ed., 2000. ISBN 88-15-07854-1).
- Modernità del conflitto. Saggio sulla critica marxiana del socialismo, Roma, DeriveApprodi, 1999. ISBN 88-87423-20-2.
- Strutture e catastrofi. Kant Hegel Marx, Roma, Editori Riuniti, 2000. ISBN 88-359-4987-4 (Vernunft und Katastrophen: Das Problem der Geschichtsentwicklung bei Kant, Hegel und Marx, Frankfurt am Main, Peter Lang, 2003; ISBN 978-3-631-39245-4).
- La guerra delle razze, Roma, manifestolibri, 2001. ISBN 88-7285-205-6.
- Gramsci storico. Una lettura dei "Quaderni del carcere", Roma–Bari, Laterza, 2003. ISBN 88-420-6854-3.
- La forza e il diritto. Sul conflitto tra politica e giustizia, a cura di, Roma, DeriveApprodi, 2003. ISBN 88-88738-09-6.
- Guerra. Scenari della nuova "grande trasformazione", Roma, DeriveApprodi, 2004. ISBN 88-88738-34-7.
- Antonio Labriola nella storia e nella cultura della nuova Italia, a cura di, Macerata, Quodlibet, 2005. ISBN 88-7462-040-3.
- Escalation. Anatomia della guerra infinita, con Manlio Dinucci e Vladimiro Giacché, Roma, DeriveApprodi, 2005. ISBN 88-88738-65-7.
- Per un lessico critico del contrattualismo moderno, Napoli, La Scuola di Pitagora, 2006. ISBN 88-89579-03-X.
- Dialettica. Tradizioni, problemi, sviluppi, a cura di, Macerata, Quodlibet, 2007. ISBN 978-88-7462-153-8.
- Per Gramsci. Crisi e potenza del moderno, Roma, DeriveApprodi, 2007. ISBN 978-88-89969-33-5.
- Manifesto per l'università pubblica, con Gaetano Azzariti, Alberto Lucarelli e Alfio Mastropaolo, Roma, DeriveApprodi, 2008. ISBN 978-88-89969-63-2.
- Senza democrazia. Un'analisi della crisi, Roma, DeriveApprodi, 2009. ISBN 978-88-89969-70-0.
- Nonostante Auschwitz. Il "ritorno" del razzismo in Europa, Roma, DeriveApprodi, 2010. ISBN 978-88-6548-003-8.
- Rousseau e gli altri. Teoria e critica della democrazia tra Sette e Novecento, Roma, DeriveApprodi, 2012. ISBN 978-88-6548-057-1.
- Il razzismo, con Gianluca Gabrielli, Roma, Ediesse, 2012. ISBN 978-88-230-1670-5.
- Identità del male. La costruzione della violenza perfetta, a cura di, con Adriano Zamperini, Milano, FrancoAngeli, 2013. ISBN 9788820450359.
- Gramsci. Il sistema in movimento, Roma, DeriveApprodi, 2014. ISBN 978-88-6548-091-5.
- Questioni tedesche, a cura di, Modena, Mucchi, 2015 («dianoia», 20). ISSN 1125-1514.
- Orgoglio e genocidio. L'etica dello sterminio nella Germania nazista, con Marina Lalatta Costerbosa, Roma, DeriveApprodi, 2016. ISBN 978-88-6548-160-8.
- Il sogno di una cosa. Per Marx, Roma, DeriveApprodi, 2018. ISBN 978-88-6548-234-6.
- Critica della ragione razzista, Roma, DeriveApprodi, 2020. ISBN 978-88-6548-317-6 (Crítica de la razón racista, Sevilla, Marmol-Izquierdo, 2022. ISBN 978-84-1253-871-7).
- Ed. critica di: Antonio Labriola, In memoria del Manifesto dei Comunisti (Ed. Nazionale delle Opere di Antonio Labriola, vol. VIII), Napoli, Bibliopolis, 2021. ISBN 978-88-7088-674-0.
- Filosofia e critica del diritto. Studi su Hegel e Rawls, a cura di, con Marina Lalatta Costerbosa, Modena, Mucchi, 2021 («dianoia», 33). ISSN 1125-1514
- Adam Smith and Modernity. 1723-2023, curatore, New York-London, Routledge, 2023, ISBN 9781003301448.
- Un marxismo «alquanto aristocratico». Studi su Antonio Labriola, Bologna, DeriveApprodi, 2023, ISBN 978-88-6548-463-0.
- Il senso della filosofia. Un confronto a più voci, a cura di, Modena, Mucchi, 2023 («quaderni di dianoia», 3), ISBN 978-88-7000-982-8.
- La coscienza razzista. impunità e senso di colpa, Milano, Milieu, 2024, ISBN 979-12-80682-91-8.